# Conus decollatus
Conus decollatus é uma espécie de gastrópode do gênero Conus, pertencente à família Conidae.